# Irrational Man

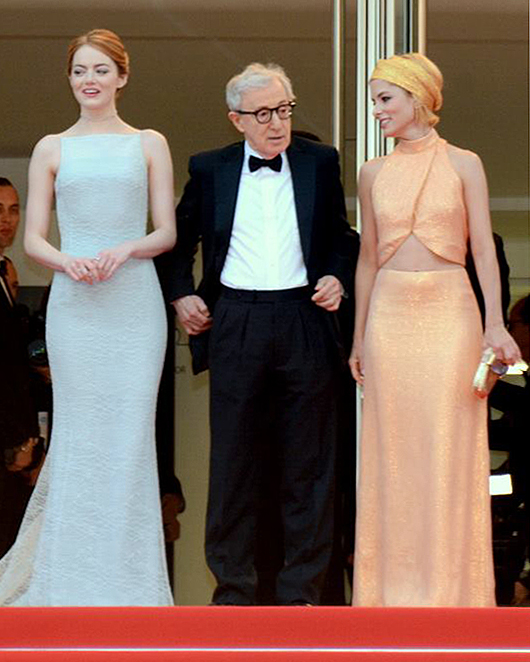
Emma Stone, Woody Allen och Parker Posey i Filmfestivalen i Cannes 2015.

Irrationella Man är en amerikansk mysterium och dramafilm från 2015, skriven och regisserad av Woody Allen. I filmen medverkar Joaquin Phoenix, Emma Stone, Parker Posey och Jamie Blackley.